# Anguo
Anguo (安国 ; pinyin : Ānguó) est une ville de la province du Hebei en Chine. C'est une ville-district placée sous la juridiction de la ville-préfecture de Baoding.

## Démographie
La population du district était de 389 067 habitants en 1999.